# Archer Martin
Archer John Porter Martin, född den 1 mars 1910 i London, död den  28 juli 2002 i Paris, var en brittisk kemist. År 1952 erhöll han Nobelpriset i kemi.

## Biografi
Martin fick sin utbildning vid Bedford School och Cambridge University. Han arbetade först vid Physical Chemistry Laboratory och flyttade sedan till Dunn Nutritional Laboratory. År 1938 flyttade han till Wool Industries Research Institution i Leeds. Där var han chef för biokemiavdelningen för Boots Ren Drug Company 1946-1948, då han valdes in i medicinska forskningsrådet. Där utsågs han till chef för divisionen för fysikalisk kemi i nationella institutet för medicinsk forskning 1952 och var kemisk konsult 1956-1959.
Han specialiserade sig på biokemi, speciellt vissa aspekter av vitaminerna E och B2, och tekniker som lade grunden för kromatografi. Han utvecklade fördelningskromatografin samtidigt som man arbetar på separation av aminosyror, och senare utvecklade gas-vätskekromatografi. 
Bland många andra utmärkelser, fick han, tillsammans med Richard Synge, Nobelpriset i kemi 1952 för utvecklingen av kromatografin som analytisk metod.
Martin publicerade mycket färre rapporter än andra typiska nobelvinnarna – endast 70 totalt - men hans 9:e papper ledde till Nobelpriset. Under de sista åren av sitt liv led han av Alzheimers sjukdom.